# Монд, Альфред Мориц, 1-й барон Мелчетт
Альфред Мориц Монд (англ. Alfred Moritz Mond), позднее — барон Мелчетт (англ. Baron Melchett) (23 октября 1868 — 27 декабря 1930) — один из крупнейших капиталистов Великобритании, государственный деятель.

## Биография
Сын немецкого химика Людвига Монда, эмигрировавшего в Великобританию из Германии и основавшего химическую фирму «Бруннер, Монд и К°».
По окончании университета некоторое время занимался адвокатурой, но потом вступил в отцовское дело.
С 1906 по 1928 год, с небольшим перерывом, состоял членом парламента — первые 20 лет в качестве либерала и фритредера, после всеобщей забастовки 1926 года — в качестве консерватора. Был одно время также собственником либеральной вечерней газеты «Вестминстер газетт».
В 1916—1921 годах —  министр общественных работ в правительстве Ллойд Джорджа, в 1921—1923 годах — министр здравоохранения.
В 1928 году был возведен в пэры.
В 1928 году его фирма соединилась с американским никелевым концерном, образовав International Nickel Со of Canada.
До Первой мировой войны боролся против протекционизма, покровительствовал сионизму, занимался филантропией; после Войны резко выступал против социализма и сочинил план водворения «социального мира», прозванный по его имени мондизмом.